# Durston
Durston – wieś w Anglii, w hrabstwie Somerset, w dystrykcie (unitary authority) Somerset. Leży 54 km na południowy zachód od miasta Bristol i 207 km na zachód od Londynu. W 2002 miejscowość liczyła 141 mieszkańców.